# لیز بوردین
لیز بوردین (فرانسوی: Lise Bourdin‎؛ زادهٔ ۲۰ نوامبر ۱۹۲۵) هنرپیشه اهل فرانسه است.
از فیلم‌ها یا برنامه‌های تلویزیونی که وی در آنها نقش داشته‌است می‌توان به دختر رودخانه و عشق در بعدازظهر اشاره کرد.